# 2023年のアメリカ合衆国における銀行破綻
本項では2023年のアメリカ合衆国における銀行破綻（2023ねんのアメリカがっしゅうこくにおけるぎんこうはたん）について記述する。2023年3月の5日間で、米国の中小銀行3行が破綻し、世界の銀行株が急落し、規制当局が世界的な破綻の連鎖を防ぐために迅速に対応した。シルバーゲート銀行とシグネチャー銀行は、どちらも暗号通貨への大きなエクスポージャーを持っていたが、その市場の混乱の中で破綻した。シリコンバレーバンク(SVB)は、米国債ポートフォリオを売却して多額の損失を出した後、銀行の取り付け騒ぎが発生したときに破綻し、銀行の流動性に関する預金者の懸念を引き起こした。銀行がポートフォリオをより長期の債券にシフトした後、市場金利が上昇したため、米国債は大幅に価値を失った。銀行の顧客は、主にテクノロジー企業や多額の預金を保有する裕福な個人であったが、250,000 ドルを超える残高は、連邦預金保険公社(FDIC) によって保証されていなかった。
銀行の破綻を受けて、米国の3つの主要な連邦銀行規制当局は共同コミュニケで、シリコンバレー銀行とシグネチャー銀行のすべての預金が尊重されることを保証するために特別な措置が講じられると発表した。連邦準備制度理事会は、適格な資産を担保として差し入れる適格な預金金融機関に最大1年間のローンを提供するために、Bank Term Funding Program (BTFP) を設立した。
状況がより多くの銀行に影響を与えるのを防ぐために、連邦準備制度、カナダ銀行、イングランド銀行、日本銀行、欧州中央銀行、スイス国立銀行を含む世界の業界規制当局が介入して、流動性を提供した。
3月16日までに、銀行のバランスシートを強化するために銀行間で大規模な資金フローが発生し、一部のアナリストは、広範な米国の銀行危機について話した。連邦準備制度理事会のディスカウントウィンドウ流動性ファシリティは、3月16日までにさまざまな銀行から約 1,500 億ドルを借り入れた。
SVBの銀行取り付け騒ぎの直後、預金者はサンフランシスコに本拠を置き富裕なクライアントのプライベート・バンキングを主力とするファーストリパブリックバンク (FRB) から現金を引き出し始めた。SVBと同様に、FRB には 250,000 ドルを超える多額の無保険預金があった。このような預金は、2022 年末時点で銀行の合計の68%を占めていたが、1000億ドルの無保険預金が引き出されたため、3月末までに27%まで減少しまた。3月に大手銀行グループから300億ドルの資本が注入されたにもかかわらず、FRBは不安定化し続け、FDICが4月29日にFRBの買い手を見つける準備をしたため、FRBの株価は急落した。5月1日、FDICは、ファーストリパブリックが閉鎖され、JPモルガン・チェースに売却されたと発表した。